# Écalles-Alix
Écalles-Alix és un municipi francès situat al departament del Sena Marítim i a la regió de Normandia. L'any 2007 tenia 490 habitants.

## Demografia

### Població
El 2007 la població de fet d'Écalles-Alix era de 490 persones. Hi havia 168 famílies de les quals 24 eren unipersonals (12 homes vivint sols i 12 dones vivint soles), 56 parelles sense fills, 84 parelles amb fills i 4 famílies monoparentals amb fills.
La població ha evolucionat segons el següent gràfic:
Habitants censats

### Habitatges
El 2007 hi havia 179 habitatges, 172 eren l'habitatge principal de la família, 6 eren segones residències i 1 estava desocupat. Tots els 179 habitatges eren cases. Dels 172 habitatges principals, 141 estaven ocupats pels seus propietaris, 26 estaven llogats i ocupats pels llogaters i 5 estaven cedits a títol gratuït; 1 tenia una cambra, 21 en tenien tres, 26 en tenien quatre i 124 en tenien cinc o més. 149 habitatges disposaven pel capbaix d'una plaça de pàrquing. A 61 habitatges hi havia un automòbil i a 107 n'hi havia dos o més.

### Piràmide de població
La piràmide de població per edats i sexe el 2009 era:
| Homes | Edats   | Dones |
| ----- | ------- | ----- |
| 0     | 95 o +  | 0     |
| 0     | 90 a 94 | 0     |
| 0     | 85 a 89 | 0     |
| 0     | 80 a 84 | 0     |
| 4     | 75 a 79 | 8     |
| 8     | 70 a 74 | 0     |
| 8     | 65 a 69 | 8     |
| 12    | 60 a 64 | 12    |
| 8     | 55 a 59 | 0     |
| 20    | 50 a 54 | 12    |
| 16    | 45 a 49 | 28    |
| 28    | 40 a 44 | 12    |
| 24    | 35 a 39 | 20    |
| 24    | 30 a 34 | 20    |
| 20    | 25 a 29 | 20    |
| 8     | 20 a 24 | 16    |
| 4     | 15 a 19 | 16    |
| 12    | 10 a 14 | 24    |
| 24    | 5 a 9   | 20    |
| 16    | 0 a 4   | 16    |

## Economia
El 2007 la població en edat de treballar era de 353 persones, 271 eren actives i 82 eren inactives. De les 271 persones actives 252 estaven ocupades (140 homes i 112 dones) i 19 estaven aturades (10 homes i 9 dones). De les 82 persones inactives 17 estaven jubilades, 46 estaven estudiant i 19 estaven classificades com a «altres inactius».

### Ingressos
El 2009 a Écalles-Alix hi havia 171 unitats fiscals que integraven 470 persones, la mediana anual d'ingressos fiscals per persona era de 18.661,5 €.

### Activitats econòmiques
Dels 15 establiments que hi havia el 2007, 1 era d'una empresa alimentària, 4 d'empreses de construcció, 3 d'empreses de comerç i reparació d'automòbils, 3 d'empreses de transport, 1 d'una empresa d'hostatgeria i restauració, 1 d'una empresa d'informació i comunicació i 2 d'empreses de serveis.
Dels 3 establiments de servei als particulars que hi havia el 2009, 2 eren guixaires pintors i 1 fusteria.
L'any 2000 a Écalles-Alix hi havia 22 explotacions agrícoles que ocupaven un total de 696 hectàrees.

## Equipaments sanitaris i escolars
El 2009 hi havia una escola elemental.

## Poblacions més properes
El següent diagrama mostra les poblacions més properes.